# دوشس و روباه درت واتر
دوشس و روباه درت واتر (به انگلیسی: The Duchess and the Dirtwater Fox) یا دوشس و قمارباز فیلمی محصول سال ۱۹۷۶ و به کارگردانی ملوین فرانک است. در این فیلم بازیگرانی همچون جرج سیگال، گلدی هان، کنراد جنیس، ثیر دیوید، ریچارد پرایر، ریچارد فارنزورث و روی جنسن ایفای نقش کرده‌اند.